# HMS Ibis (U99)
Le HMS Ibis est un sloop britannique, de la classe Black Swan, qui participa aux opérations navales contre la Kriegsmarine (marine Allemande) pendant la seconde Guerre mondiale.

## Construction et conception
L'Ibis est commandé le 29 juin 1939 dans le cadre de programmation de 1939 pour le chantier naval de Furness Shipbuilding Company  à Haverton Hill, faubourg de Stockton-on-Tees en  Angleterre. La pose de la quille est effectuée le 22 septembre 1939, l'Ibis est lancé le 28 novembre 1940 et mis en service le 30 août 1941.
Il a été adopté par la communauté civile de Stoke Newington de Londres en Angleterre, dans le cadre de la Warship Week (semaine des navires de guerre) en 1942.
La classe Black Swan était une version allongée des sloops antérieurs de la classe Egret. L'armement principal se composait de six canons antiaériens QF 4 pouces Mk XVI dans trois tourelles jumelles, avec la quatrième tourelle de 4 pouces de la classe Egret supprimée pour permettre l'ajout d'un quadruple canon 2 livres pom-pom antiaérien à courte portée. L'armement anti-sous-marin se composait de lanceurs de charges de profondeur avec 40 charges de profondeur transportées,.

## Historique
Après des essais de mise au point, l'Ibis rejoint d'octobre à décembre 1941 le 41e Groupe d'escorte à Londonderry.
Il est déployé avec son groupe pour escorter les convois des séries OS de Freetown en Sierra Leone et les retours de convois séries SL vers Liverpool.
En novembre 1942, il passe à Gibraltar avec l'escorte du convoi d'assaut principal KMF1 pour les débarquements en Afrique du Nord. Il est déployé avec la Force opérationnelle de l'Est pour la défense et le soutien des convois lors du débarquement à Alger en Algérie.
L'Ibis est coulé le 10 novembre 1942 par une torpille aéroportée à 16 kilomètres au nord d'Alger lors d'attaques de bombardiers-torpilleurs italiens, à la position géographique de 36° 55′ N, 3° 05′ E. Le navire chavire presque immédiatement. 102 membres d'équipage du navire ont survécu.
Le comédien écossais Rikki Fulton faisait partie de son équipage lors du chavirage du navire. Il passe 5 heures dans l'eau avant d'être secouru .